# 맥가이버 (2016년 드라마)
《맥가이버》(영어: MacGyver)는 미국의 액션 모험 드라마이다. 루커스 틸이 주인공 맥가이버 역을 연기한다. 1985년부터 1992년까지 ABC에서 방영된 동명 텔레비전 드라마의 리부트 작품이다. 2016년 9월 23일 CBS에서 처음 방송되었다.